# Gossip (film 2000 Guggenheim)
Gossip è un film del 2000 diretto da Davis Guggenheim.

## Trama
Derrick, Cathy e Travis, tre studenti che vivono insieme in un grande appartamento, si vedono assegnata dal loro professore di giornalismo una ricerca sui collegamenti tra notizia e pettegolezzo. Alla ricerca di qualche spunto interessante, una sera in una discoteca individuano il soggetto adatto alle loro esigenze. Derrick vede la bella e ricca matricola Naomi ubriaca e avvinghiata al suo ragazzo Beau. Subito dopo i tre mettono in giro la voce, falsa ma piccante, che i due hanno avuto rapporti molto intimi in situazione non proprio appartata. Sheila, la migliore amica di Naomi, è la prima che non esita a spifferare il pettegolezzo. La voce fa il giro dell'università e ciascuno vi aggiunge qualcosa di 'nuovo'. Il controllo della notizia è ormai sfuggito dalle mani degli inventori, ma la situazione si aggrava quando Naomi denuncia Beau per stupro, in quanto non ricorda nulla di quella notte stordita dall'alcool, tranne di avergli detto di non voler avere un rapporto con lui. Il gioco sta prendendo una piega imprevista, e a questo punto affiorano retroscena inediti. Anni prima al liceo, Naomi aveva accusato Derrick di averla violentata, ma grazie all'influenza dalla famiglia di lui, non era stata creduta e tutto era stato messo a tacere. La polizia sembra sospettare qualcosa, e allora Derrick va da Naomi per dirle che è stato lui a mettere in giro la voce: una vendetta per le notizie false che lei aveva inventato su di lui ai tempi del liceo. Nella notte, Naomi si suicida. All'investigatore, Derrick dice che il colpevole è Travis. Nasce una lite furibonda. Travis spara e colpisce Cathy, che sembra morta. Derrick allora, nel panico, confessa di aver davvero violentato Naomi al liceo. Subito si svela la macchinazione preparata ai suoi danni:l'investigatore è falso, Naomi è viva e ha ottenuto la confessione che desiderava dai tempi del liceo, prontamente videoregistrata. Tutti se ne vanno mentre Derrick rimane solo in casa. Ancora sconvolto chiede cosa penserà la gente vedendo la registrazione; e Travis gli risponde con la stessa frase che ha dato il via a tutto il gioco: "Sono solo parole, che male possono fare".